# غلين ويلسون
غلين ويلسون (بالإنجليزية: Glenn Wilson)‏ (16 مارس 1986 المملكة المتحدة - ) هو لاعب كرة قدم بريطاني يلعب كمدافع.

## روابط خارجية
- غلين ويلسون على موقع قاعدة بيانات كرة القدم.إي يو (الإنجليزية)
- غلين ويلسون على موقع Soccerbase.com (لاعب) (الإنجليزية)
- غلين ويلسون على موقع Soccerway.com (الإنجليزية)